# Cinnyris
A Cinnyris a madarak osztályának a verébalakúak (Passeriformes) rendjébe, ezen belül a nektármadárfélék (Nectariniidae) családjába tartozó nem. Egyes rendszerezések a Nectarinia nembe sorolják az ide tartozó fajok egy részét is.

## Rendszerezés
A nembe az alábbi 53 faj tartozik:
- olajzöldhasú nektármadár (Cinnyris chloropygius)
- Cinnyris minullus vagy Nectarinia minulla
- Miombo-nektármadár (Cinnyris manoensis vagy Nectarinia manoensis)
- kékszalagos nektármadár (Cinnyris chalybeus)
- Neergaard-nektármadár (Cinnyris neergaardi)
- Stuhlman-nektármadár (Cinnyris stuhlmanni vagy Nectarinia stuhlmanni)
- marungu nektármadár (Cinnyris prigoginei vagy Nectarinia prigoginei)
- hegyi kékszalagos-nektármadár (Cinnyris ludovicensis vagy Nectarinia ludovicensis)
- Preuss-nektármadár (Cinnyris reichenowi vagy Cinnyris preussi más néven Nectarinia preussi)
- kétörves nektármadár (Cinnyris afer vagy Nectarinia afra)
- királynektármadár (Cinnyris regius vagy Nectarinia regia)
- Rockefeller-nektármadár (Cinnyris rockefelleri)
- Fülleborn-nektármadár (Cinnyris mediocris vagy Nectarinia mediocris)
- Cinnyris usambaricus
- Cinnyris fuelleborni
- Moreau-nektármadár (Cinnyris moreaui)
- Loveridge-nektármadár (Cinnyris loveridgei vagy Nectarinia loveridgei)
- pompás nektármadár (Cinnyris pulchellus vagy Nectarinia pulchella)
- Mariqua-nektármadár (Cinnyris mariquensis vagy Nectarinia mariquensis)
- Shelley-nektármadár (Cinnyris shelleyi vagy Nectarinia shelleyi)
- Cinnyris hofmanni
- kongói nektármadár (Cinnyris congensis)
- ékszernektármadár (Cinnyris erythrocercus vagy Nectarinia erythrocerca)
- Menning-nektármadár (Cinnyris nectarinioides vagy Nectarinia nectarinioides)
- kétcsíkos nektármadár (Cinnyris bifasciatus vagy Nectarinia bifasciata)
- Cinnyris tsavoensisi
- Cinnyris chalcomelas
- pemba-szigeti nektármadár (Cinnyris pembae vagy Nectarinia pembae)
- Bouvier-nektármadár (Cinnyris bouvieri vagy Nectarinia bouvieri)
- jerikói nektármadár vagy palesztin nektármadár (Cinnyris osea vagy Cinnyris oseus más néven Nectarinia osea)
- fénylő nektármadár (Cinnyris habessinicus vagy Nectarinia habessinica)
- piroshasú nektármadár (Cinnyris coccinigaster vagy Nectarinia coccinigastra)
- Johanna-nektármadár (Cinnyris johannae)
- ragyogó nektármadár (Cinnyris superbus vagy Nectarinia superba)
- vörösszárnyú nektármadár (Cinnyris rufipennis)
- angolai nektármadár (Cinnyris oustaleti vagy Nectarinia oustaleti)
- fehérhasú nektármadár (Cinnyris talatala vagy Nectarinia talatala)
- karcsú nektármadár (Cinnyris venustus vagy Nectarinia venusta)
- sötét nektármadár (Cinnyris fuscus vagy Nectarinia fusca)
- szürkemellű nektármadár (Cinnyris ursulae vagy Nectarinia ursulae)
- Bates-nektármadár (Cinnyris batesi vagy Nectarinia batesi)
- rezes nektármadár (Cinnyris cupreus vagy Nectarinia cuprea)
- bíbor nektármadár (Cinnyris asiaticus)
- ausztrál nektármadár (Cinnyris jugularis vagy Nectarinia jugularis)
- szumbai nektármadár (Cinnyris buettikoferi vagy Nectarinia buettikoferi)
- napfény nektármadár (Cinnyris solaris vagy Nectarinia solaris)
- madagaszkári nektármadár (Cinnyris souimanga vagy Nectarinia souimanga)
- acélos nektármadár (Cinnyris notatus vagy Nectarinia notata)
- Seychelle-szigeteki nektármadár (Cinnyris dussumieri vagy Chalcomitra dussumieri más néven Nectarinia dussumieri)
- Humboldt-nektármadár (Cinnyris humbloti vagy Nectarinia humbloti)
- Anjouan-szigeti nektármadár (Cinnyris comorensis vagy Nectarinia comorensis)
- Mayotte-i nektármadár (Cinnyris coquerellii vagy Nectarinia coquerellii)
- lótusznektármadár (Cinnyris lotenius vagy Nectarinia lotenia)